# Flond
Flond ([flɔn]ⓘ) ist ein Dorf in der Gemeinde Obersaxen Mundaun, Kanton Graubünden, Schweiz.
Bis Ende 2008 bildete Flond eine eigenständige politische Gemeinde. Per 1. Januar 2009 fusionierte sie mit Surcuolm zur politischen Gemeinde Mundaun, die sich ihrerseits am 1. Januar 2016 mit Obersaxen zur neu gebildeten Gemeinde Obersaxen Mundaun zusammenschloss.

## Geographie
Der Ort liegt auf einer Terrasse auf dem Hochplateau von Obersaxen zwischen der Talsohle des Vorderrheins im Norden und dem Piz Mundaun. Vom gesamten Gemeindeareal von 209 ha sind 108 ha von Wald und Gehölz bedeckt. Weitere 85 ha sind landwirtschaftlich nutzbar und 16 ha sind Siedlungsfläche.
Das frühere Gemeindegebiet von Flond grenzt an Ilanz, Luven, Obersaxen, Rueun und Surcuolm.

## Geschichte

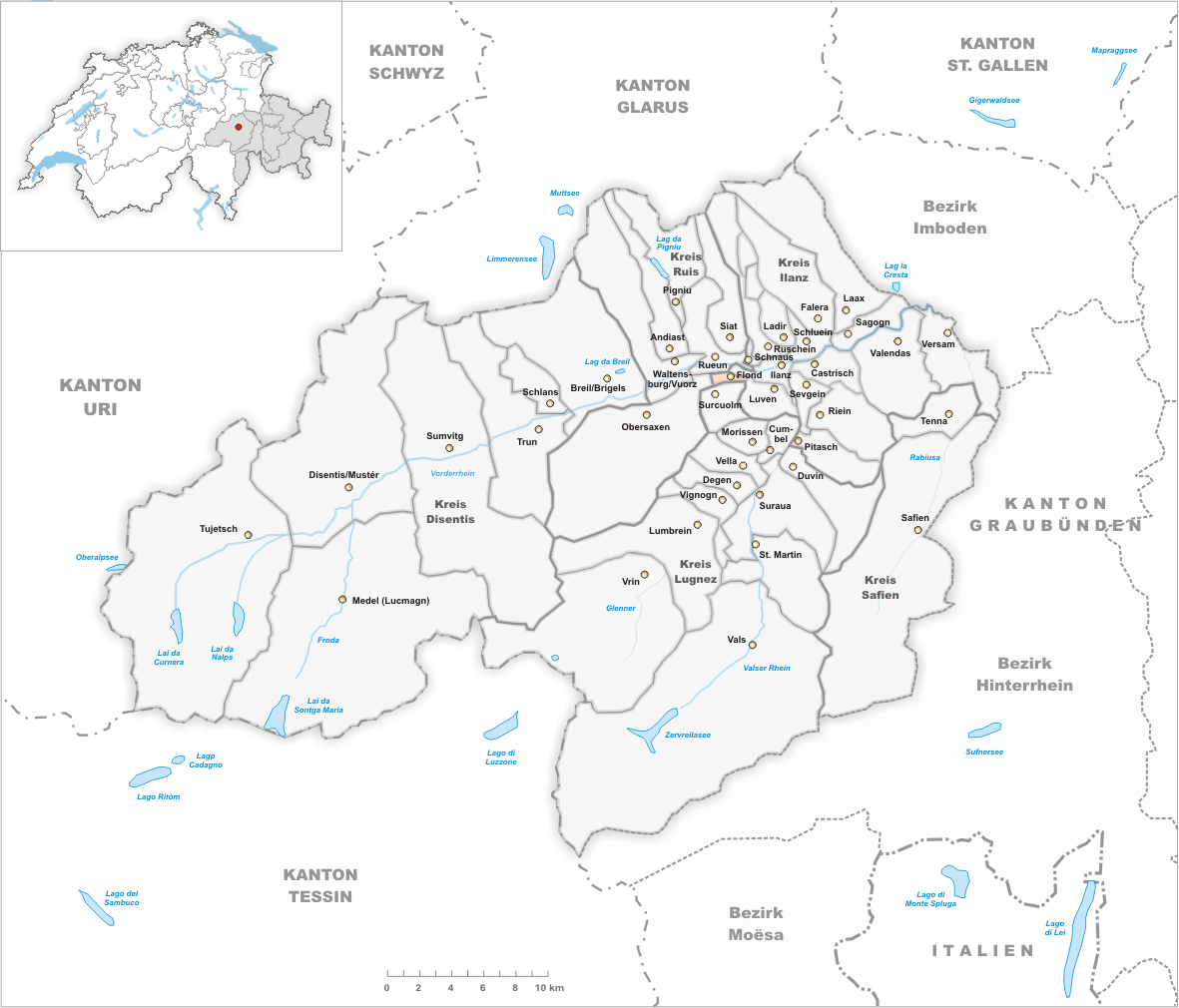
Gemeindestand vor der Fusion am 1. Januar 2009

Luftbild von Werner Friedli, 1954

Der Ort wurde 1519 als Flant und Flond erwähnt. Bei der Flur Chischlun westlich von Flond vermutlich Reste einer (prähistorischen?) Wehranlage entdeckt. Flond war im Mittelalter Nachbarschaft von Ilanz und wurde 1519 durch Schiedsspruch politisch selbstständig: Wald und Weiden wurden getrennt und Flond von den Ilanzer Steuern befreit. Der Übertritt zur Reformation erfolgte 1526 mit Ilanz. 1713 wurde eine eigene Kirche gebaut, die kirchliche Ablösung erfolgte 1731.
Die Kornhisten im Gemeindewappen weisen auf den bis Mitte des 20. Jahrhunderts ausgedehnten Ackerbau hin. In der Neuzeit entstanden sechs Kalkbrennöfen auf Gemeindegebiet. Der letzte, am alten Weg zwischen Flond und Ilanz, war bis 1906 in Betrieb und wurde 1990 restauriert. Dank der Gesamtmelioration 1964 bis 1992 mit Surcuolm und teilweise Obersaxen sowie mit dem Kauf und 1983 mit der Erschliessung der Alp Stavonas von Obersaxen hat die Viehwirtschaft eine bedeutende Stellung inne. 2000 war rund ein Drittel der in Flond Beschäftigten im ersten Sektor tätig. Daneben hat die Bedeutung des Gewerbes, zum Beispiel des Holzbaus, zugenommen. Seit 1965 entwickelt sich der rätoromanische Ort touristisch sanft.

## Wappen
| Wappen von Flond | Blasonierung: «In Silber (Weiss) auf grünem Schildfuss eine rote Kornhiste» |
| Wappen von Flond | Für Flond lag kein brauchbares Siegelvorbild für das Wappen vor, so dass die für den Ort charakteristische Histe zum Trocknen des geernteten Getreides als Motiv verwendet wurde. |

## Bevölkerung
| Bevölkerungsentwicklung | Bevölkerungsentwicklung | Bevölkerungsentwicklung | Bevölkerungsentwicklung | Bevölkerungsentwicklung | Bevölkerungsentwicklung | Bevölkerungsentwicklung | Bevölkerungsentwicklung | Bevölkerungsentwicklung | Bevölkerungsentwicklung | Bevölkerungsentwicklung | Bevölkerungsentwicklung |
| ----------------------- | ----------------------- | ----------------------- | ----------------------- | ----------------------- | ----------------------- | ----------------------- | ----------------------- | ----------------------- | ----------------------- | ----------------------- | ----------------------- |
| Jahr                    | 1850                    | 1860                    | 1900                    | 1910                    | 1941                    | 1950                    | 1980                    | 1990                    | 2000                    | 2004                    | 2007                    |
| Einwohner               | 196                     | 217                     | 193                     | 160                     | 179                     | 162                     | 111                     | 144                     | 179                     | 205                     | 207                     |

Die Bevölkerung zählte in der 2. Hälfte des 19. Jahrhunderts mit Ausnahme von 1860 und 1870 (Ausschlag nach oben) stets um die 190 Bewohner. Im ersten Jahrzehnt des 20. Jahrhunderts kam es zu einer massiven Abwanderung (1900–1910: −17 %), die bis 1941 durch ein Bevölkerungswachstum teilweise wieder rückgängig gemacht wurde. Von 1941 bis 1980 kam es zu einer zweiten Abwanderungswelle (1941–1980: −38 %). Durch den Ausbau des Fremdenverkehrs konnte diese Entwicklung ins Gegenteil gekehrt werden. Seit 1970 nahm die Einwohnerzahl um 84 % zu.

### Sprachen
Die Bevölkerung war noch im 19. Jahrhundert einsprachig Rätoromanisch (Idiom Sursilvan), erliegt in neuester Zeit aber zunehmend der Germanisierung. Amtssprache der früheren Gemeinde war romanisch.
| Sprachen      | Volkszählung 1980 | Volkszählung 1980 | Volkszählung 1990 | Volkszählung 1990 | Volkszählung 2000 | Volkszählung 2000 |
| Sprachen      | Anzahl            | Anteil            | Anzahl            | Anteil            | Anzahl            | Anteil            |
| ------------- | ----------------- | ----------------- | ----------------- | ----------------- | ----------------- | ----------------- |
| Deutsch       | 21                | 18,92 %           | 45                | 31,25 %           | 84                | 46,93 %           |
| Rätoromanisch | 88                | 79,28 %           | 78                | 54,17 %           | 91                | 50,84 %           |
| Einwohner     | 111               | 100 %             | 144               | 100 %             | 179               | 100 %             |

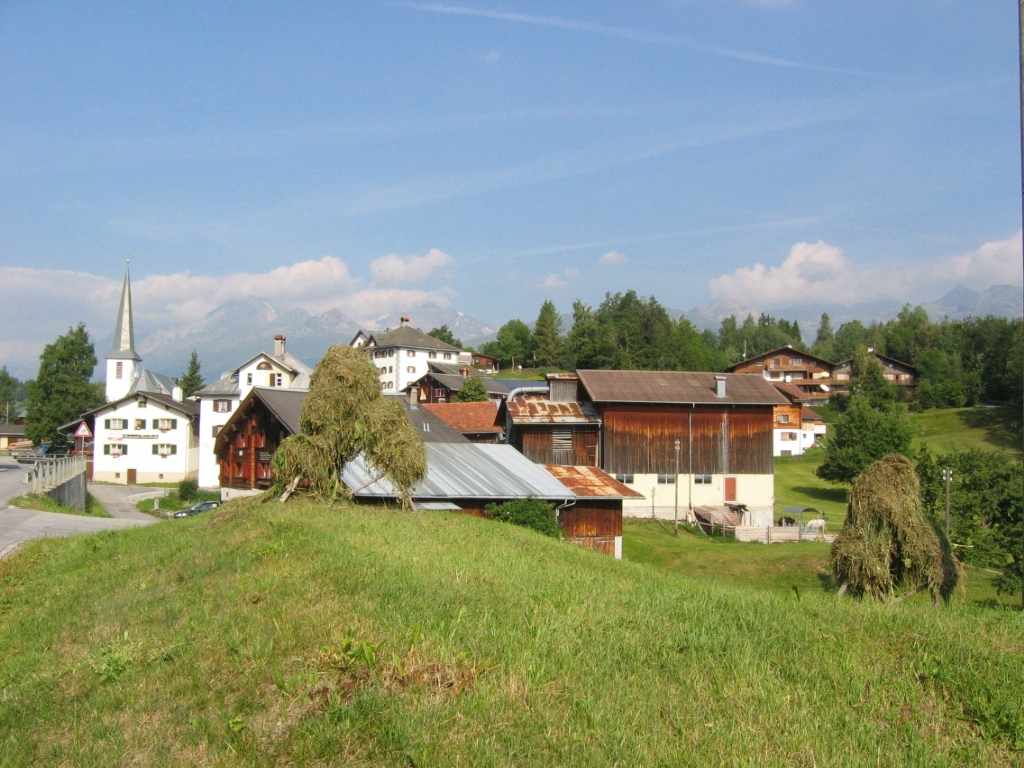
Traditionelle Heutrocknung vor Flond

1990 gaben 12 Personen Portugiesisch als ihre Hauptsprache an.

### Religionen – Konfessionen

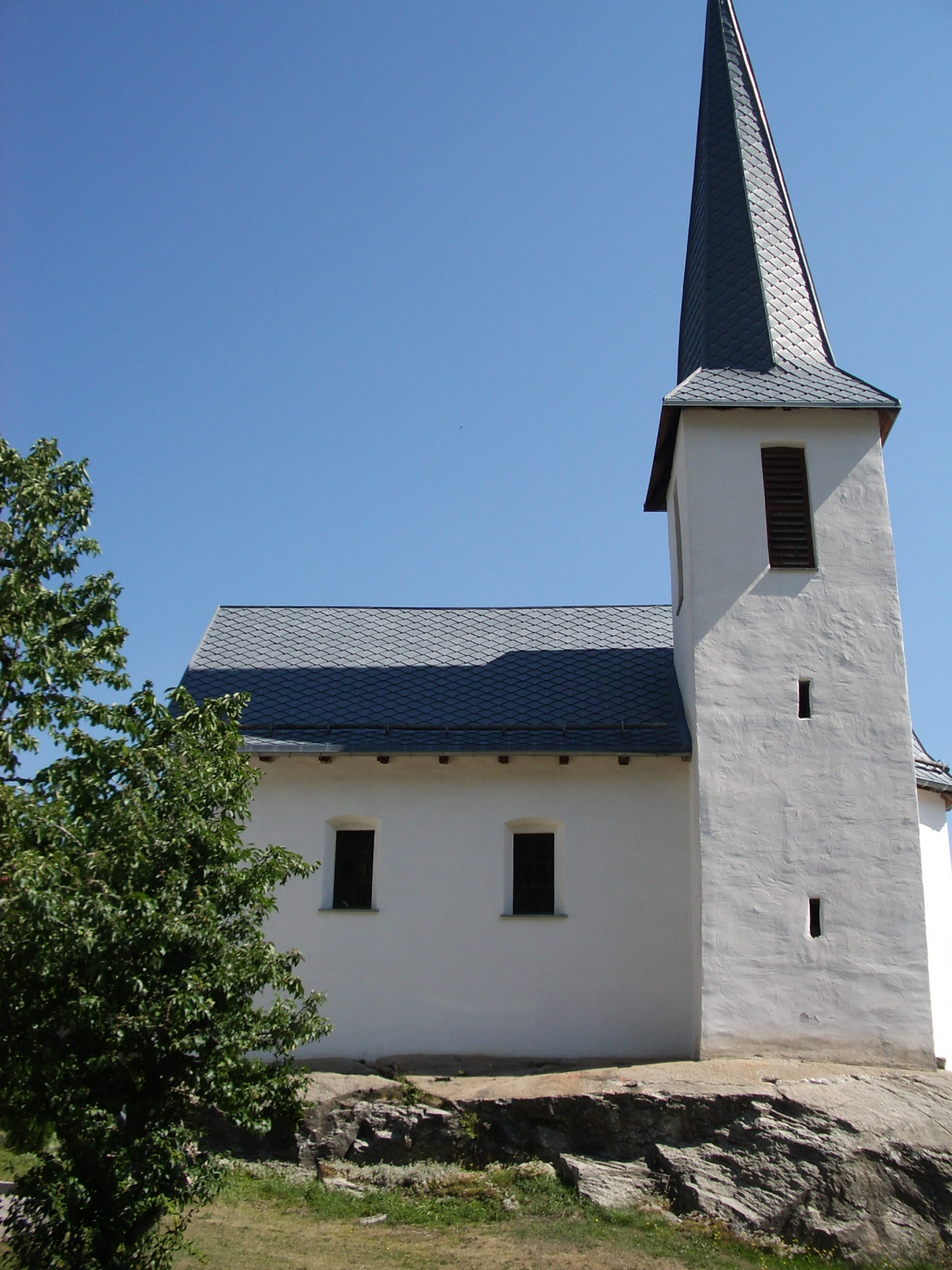
Auf Fels gebaut – Kirche Flond 1713

Flond nahm 1526 die reformierte Lehre an. 2000 waren 70 % der Einwohner evangelisch-reformierte und 22 % römisch-katholische Christen. Daneben fanden sich 6 % Konfessionslose; 2 % der Einwohnerschaft machten keine Angaben zu ihrem Glaubensbekenntnis.
Die reformierte Kirchgemeinde Flond ist Teil der Pastorationsgemeinschaft Luven/Flond/Pitasch/Duvin.

## Verkehr
Flond ist durch den Öffentlichen Verkehr durch Postautolinien gut erschlossen (Ilanz-St.Martin und Ilanz-Surcuolm). Zwischen Ilanz und Chur verkehrt die Rhätische Bahn.

## Politik
Der Gemeinderat, die Exekutive, setzte sich aus fünf für zwei Jahre gewählten Personen zusammen. Letzter Gemeindepräsident war Peter Inauen.

## Sehenswürdigkeiten
Unter Denkmalschutz steht die reformierte Dorfkirche.